# لوسن
لوسن (به فرانسوی: Losne) یک کمون در فرانسه با جمعیت ۱٬۵۲۶ نفر است که در Canton of Saint-Jean-de-Losne واقع شده‌است.